# Uvs
Uvs o Província o Aimag d'Uvs (en mongol:Увс аймаг) és una de les 21 províncies o aimags de Mongòlia. Es troba a l'oest del país, a 1.336 km de la capital Ulaanbaatar.
La seva capital és la ciutat de Ulaangom.
Rep el nom del llac Uvs que és el més gran de Mongòlia.
Parts de l'estepa d'aquesta província són Patrimoni de la Humanitat, en la zona de Ubsunur Hollow. Al nord fa frontera amb Rússia i a l'est amb la província mongola de Zavkhan. Al sud i oest limita amb la província de Khovd i Bayan-Ölgii. La província d'Uvs té una superfície de 69.585 km².

## Població
Tradicionalment hi vivien pobles altaics, actualmentel 60% de la població són Do'rbet Oirats, 15% són Bayid i 15% són Halh. També hi ha Tuvans, Khotons i Kazakhs.

## Subdivisió administrativa

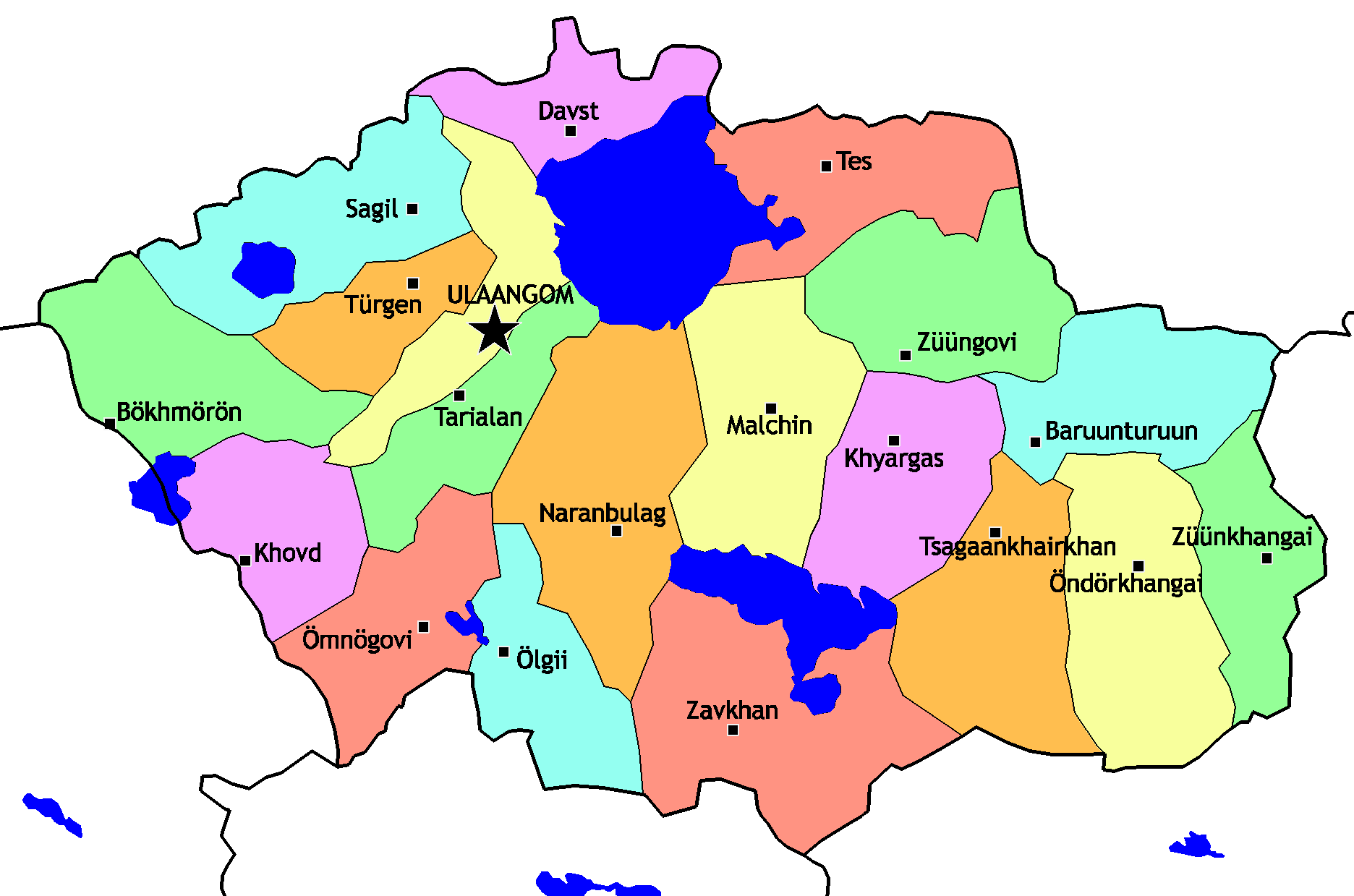
Sums d'Uvs

| Sum            | En mongol     | Població 2003 est. | Població 2005 est. | Població 2007 est. | Població 2008 est. | Població del centre del Sum 2007 est. |
| -------------- | ------------- | ------------------ | ------------------ | ------------------ | ------------------ | ------------------------------------- |
| Baruunturuun   | Баруунтуруун  | 3,241              | 2,738              | 3,074              | 2,810              | 2,010                                 |
| Bo'hmoron      | Бөхмөрөн      | 2,261              | 2,217              | 2,150              | 2,187              | 779                                   |
| Davst          | Давст         | 1,854              | 1,748              | 1,820              | 1,784              | 537                                   |
| Hovd           | Ховд          | 2,463              | 2,440              | 2,458              | 2,475              | 503                                   |
| Hyargas        | Хяргас        | 2,491              | 2,614              | 2,663              | 2,511              | 765                                   |
| Malchin        | Малчин        | 2,938              | 2,887              | 2,872              | 2,502              | 707                                   |
| Naranbulag     | Наранбулаг    | 4,881              | 4,935              | 4,893              | 4,658              | 1,044                                 |
| O'lgii         | Өлгий         | 2,629              | 2,649              | 2,620              | 2,444              | 478                                   |
| O'mnogovi      | Өмнөговь      | 4,335              | 4,526              | 4,503              | 4,336              | 1,034                                 |
| O'ndorhangai   | Өндөрхангай   | 3,588              | 3,640              | 3,768              | 3,779              | 930                                   |
| Sagil          | Сагил         | 2,245              | 2,245              | 2,336              | 2,343              | 1,015                                 |
| Tarialan       | Тариалан      | 5,137              | 5,115              | 4,499              | 4,004              | 1,393                                 |
| Tes            | Тэс           | 6,014              | 6,092              | 6,053              | 5,623              | 667                                   |
| Tsagaanhairhan | Цагаанхайрхан | 2,598              | 2,462              | 2,499              | 2,501              | 624                                   |
| Tu'rgen        | Түргэн        | 1,867              | 1,877              | 1,933              | 1,960              | 603                                   |
| Ulaangom       | Улаангом      | 26,940             | 25,339             | 24,071             | 24,167             | 21,406*                               |
| Zavhan         | Завхан        | 2,261              | 2,052              | 2,042              | 1,936              | 650                                   |
| Zu'ungovi      | Зүүнговь      | 2,644              | 2,599              | 2,620              | 2,578              | 657                                   |
| Zu'unhangai    | Зүүнхангай    | 2,725              | 2,749              | 2,599              | 2,586              | 618                                   |

* - Capital de l'aimag Ulaangom